# Municipio de Black River-Marshell
El municipio de Black River-Marshell (en inglés: Black River-Marshell Township) es un municipio ubicado en el condado de Independence en el estado estadounidense de Arkansas. En el año 2010 tenía una población de 341 habitantes y una densidad poblacional de 2,39 personas por km².

## Geografía
El municipio de Black River-Marshell se encuentra ubicado en las coordenadas 35°50′39″N 91°17′49″O / 35.84417, -91.29694. Según la Oficina del Censo de los Estados Unidos, el municipio tiene una superficie total de 142.85 km², de la cual 140,77 km² corresponden a tierra firme y (1,46 %) 2,08 km² es agua.

## Demografía
Según el censo de 2010, había 341 personas residiendo en el municipio de Black River-Marshell. La densidad de población era de 2,39 hab./km². De los 341 habitantes, el municipio de Black River-Marshell estaba compuesto por el 98,53 % blancos, el 0,29 % eran amerindios, el 0,29 % eran asiáticos y el 0,88 % eran de una mezcla de razas. Del total de la población el 1,47 % eran hispanos o latinos de cualquier raza.